# Rio Igaraçu
O rio Igaraçu é um curso de água do estado do Piauí, no Brasil. Seu curso localiza-se no município de Parnaíba, ao norte do estado e o último afluente do Rio Parnaíba.
Foi importante cais do Porto das Barcas tem importância histórica e econômica no desenvolvimento  litoral.
O rio integra a trechos classificados como Área de Proteção Ambiental Delta do Parnaíba pelo ICMBio.